# Ogród botaniczny Cocody
Ogród botaniczny Cocody (fr. Jardin botanique de Cocody) – ogród botaniczny znajdujący się w części Abidżanu, Cocody w Wybrzeżu Kości Słoniowej.

## Historia
Ogród o powierzchni 13 hektarów znajduje się na terenie Narodowego Centrum Florystyki (CNF), na terenach Uniwersytetu Félixa Houphouët-Boigny. Obejmuje m.in. arboretum o powierzchni 5 hektarów i ugór o powierzchni 6 hektarów. Miejsce ogrodu botanicznego wcześniej zajmowała wieś ludu Attie o nazwie Agbékoi wraz z polami manioku. W 1964, podczas budowy uniwersytetu, ludność tej wioski została przeniesiona do Abobo (północnej części Abidżanu). Początkowo ogród pełnił funkcję szkółki zaopatrującej uniwersytet w rośliny ozdobne. Dopiero wraz z utworzeniem CNF w 1973, ogród podniósł swą rangę jako instytucja ochrony bioróżnorodności oraz pomoc w nauczaniu i badaniach przyrodniczych.

## Zbiory
Placówka jest obszarem badań i ochrony roślin Wybrzeża Kości Słoniowej i Afryki Zachodniej. Znaczne zbiory zielników zdeponowane w CNF w dużej mierze składają się z prac profesora Laurenta Aké-Assiego. Zielnik zawiera około 60.000 okazów, z których najstarszy pochodzi z 1945. Zbiór uległ uszkodzeniom podczas kryzysu w 2011, m.in. stracono wiele okazów trawy morskiej, a także dużą część materiałów konserwatorskich i większość książek z biblioteki. 
Arboretum zostało utworzone w 1964 na wniosek profesora Laurenta Aké-Assiego. Obecnie znajduje się tu prawie 750 gatunków reprezentujących florę Wybrzeża Kości Słoniowej. Każdy gatunek został wprowadzony za pomocą nasion lub sadzonek. W ogrodzie rosną m.in.: Schumanniophyton problematicum (A.Chev.) Aubrév., kola zaostrzona (P.Beauv.) Schott & Endl. i palma, Socratea exorrhiza (Mart.) H.Wendl.